# Peakirk
Peakirk är en civil parish i Storbritannien.   Den ligger i kommunen City of Peterborough i riksdelen England, i den sydöstra delen av landet, 130 km norr om huvudstaden London.